# Nachterstedt
Nachterstedt ist ein Ortsteil der Stadt Seeland im Salzlandkreis in Sachsen-Anhalt.

## Geografie

Lage von Nachterstedt in der Stadt Seeland

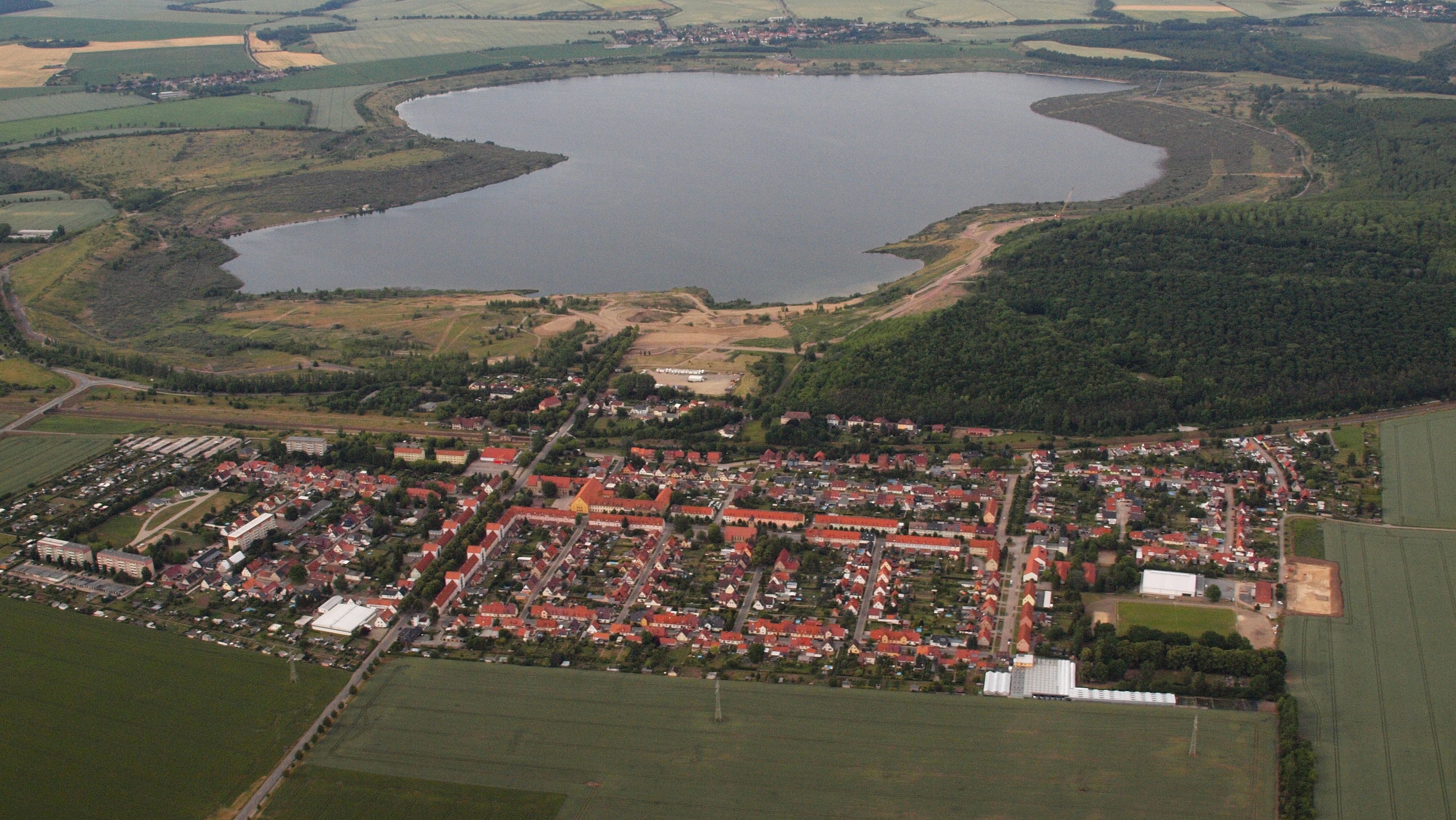
Nachterstedt, Luftaufnahme (2015)

Der Ortsteil Nachterstedt liegt im nordöstlichen Harzvorland in unmittelbarer Nachbarschaft des Ortsteils Stadt Hoym zwischen Aschersleben und Quedlinburg. Südwestlich von Nachterstedt fließt die untere Selke, den Norden des Gebietes nimmt der Concordiasee ein, ein im Endstadium rund 600 Hektar großes ehemaliges Tagebaurestloch, das heute als Badesee innerhalb des Harzer Seelands der Naherholung dient.

## Geschichte

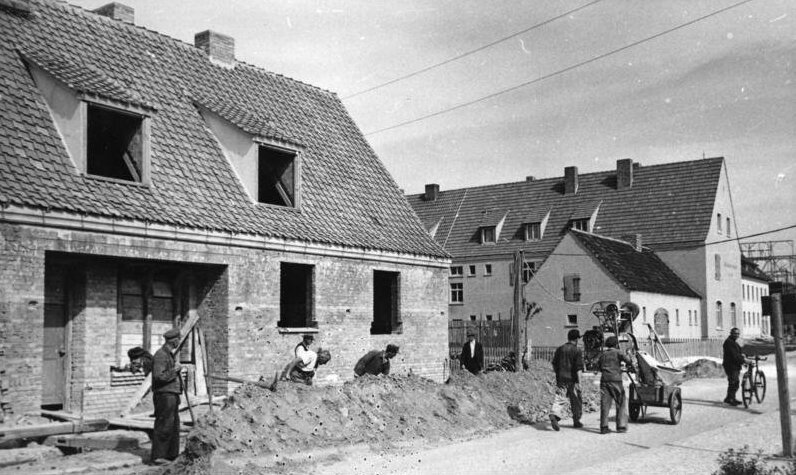
Dorfumsiedelung 1949

Nachterstedt wurde 961 in einer Urkunde Ottos II. erstmals erwähnt. Der Ort Nachterstedt wurde dem Markgrafen Gero geschenkt. Es wird jedoch eine um etwa 500 Jahre frühere altsächsische Besiedelung des Gebietes vermutet.
Die Tierfiguren im Wappen, Schwan und Fisch, weisen auf die ökonomische Bedeutung des Ascherslebener Sees hin, welcher nördlich von Nachterstedt lag und sich von Aschersleben bis Gatersleben erstreckte. Dieser ursprünglich natürlich entstandene, aber verlandete See wurde im 15. Jahrhundert erneut mit Wasser befüllt, und die Bewohner der Anliegergemeinden betrieben nun Fischfang. Nach der Trockenlegung des Sees Anfang des 18. Jahrhunderts lebten die Bewohner von Nachterstedt teilweise vom Torfstechen, vor allem aber von der Landwirtschaft wegen der guten Böden auf in diesem Gebiet.

### Gut Nachterstedt
In Nachterstedt befand sich längere Zeit ein Nebengut des Rittergutes (Alt)-Gatersleben. Dieses gehörte mehrere Generation der Familie von Oppen. Auch der Halberstädter Dekan Matthias von Oppen war Teilhaber dieser Begüterung. Der gutsherrliche Kontext geht bis in das 18. Jahrhundert. Der Nachterstedter Gutsbesitz hatte bis um 1862 den Status eines Rittergutes.

### Braunkohle-Abbau
Ab Mitte des 19. Jahrhunderts wurde in Nachterstedt Braunkohle gefördert, anfangs unter Tage in der Grube Concordia und ab 1856 im Tagebau (welcher zunächst ebenfalls als Grube Concordia, nach dem Zweiten Weltkrieg als Tagebau Nachterstedt bezeichnet wurde). 1865 wurde Nachterstedt an das Eisenbahnnetz angeschlossen (Strecke Halberstadt–Aschersleben–Köthen, heute Bahnstrecke Halle–Halberstadt).
Das Kohlerevier Nachterstedt, zu dem auch die Ortsteile Frose, Schadeleben, Friedrichsaue und Neu Königsaue gehörten, war zeitweise das ergiebigste Fördergebiet im damaligen Oberbergamtsbezirk Halle (1870: 250.000 t), um 1900 gar die größte Braunkohlegrube Preußens. Eine Brikettfabrik wurde 1888 errichtet, 1914 ein Kraftwerk.
Während des Zweiten Weltkrieges mussten mehrere hundert sowjetische Kriegsgefangene sowie Zwangsarbeiter anderer Nationen in der zu den Riebeckschen Montan-Werken gehörenden Braunkohlegrube Concordia unter unmenschlichen Bedingungen arbeiten; dabei kamen 130 bis 140 von ihnen ums Leben.

### (Neu)-Nachterstedt
Das Dorf Nachterstedt musste der fortschreitenden Braunkohleförderung ab 1928 allmählich weichen und wurde in der Zeit bis 1951 rund 1,5 Kilometer weiter südlich neu aufgebaut. Auch die Bahnlinie Halberstadt–Aschersleben wurde nach Süden verlegt. In den 1960er Jahren arbeiteten im Tagebau Nachterstedt mehr als 6500 Beschäftigte. Mit der Schließung des Tagebaus im Jahr 1990 wegen der unrentabel gewordenen Kohleförderung endete eine 150-jährige Bergbautradition. Das Tagebaurestloch wurde geflutet, es entstand der (am 17. August 2002 offiziell eröffnete) Concordiasee. Eine rote Boje im See erinnert an die Stelle des Kirchturmes des devastierten Ortes Alt-Nachterstedt.
Am 15. Juli 2009 wurde Nachterstedt in die neue Gemeinde Seeland eingegliedert.

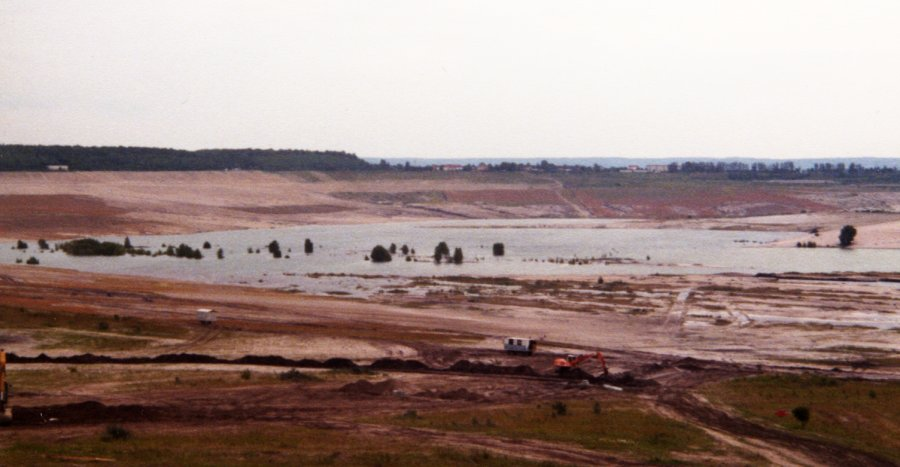
Concordiasee während der Flutung 1999
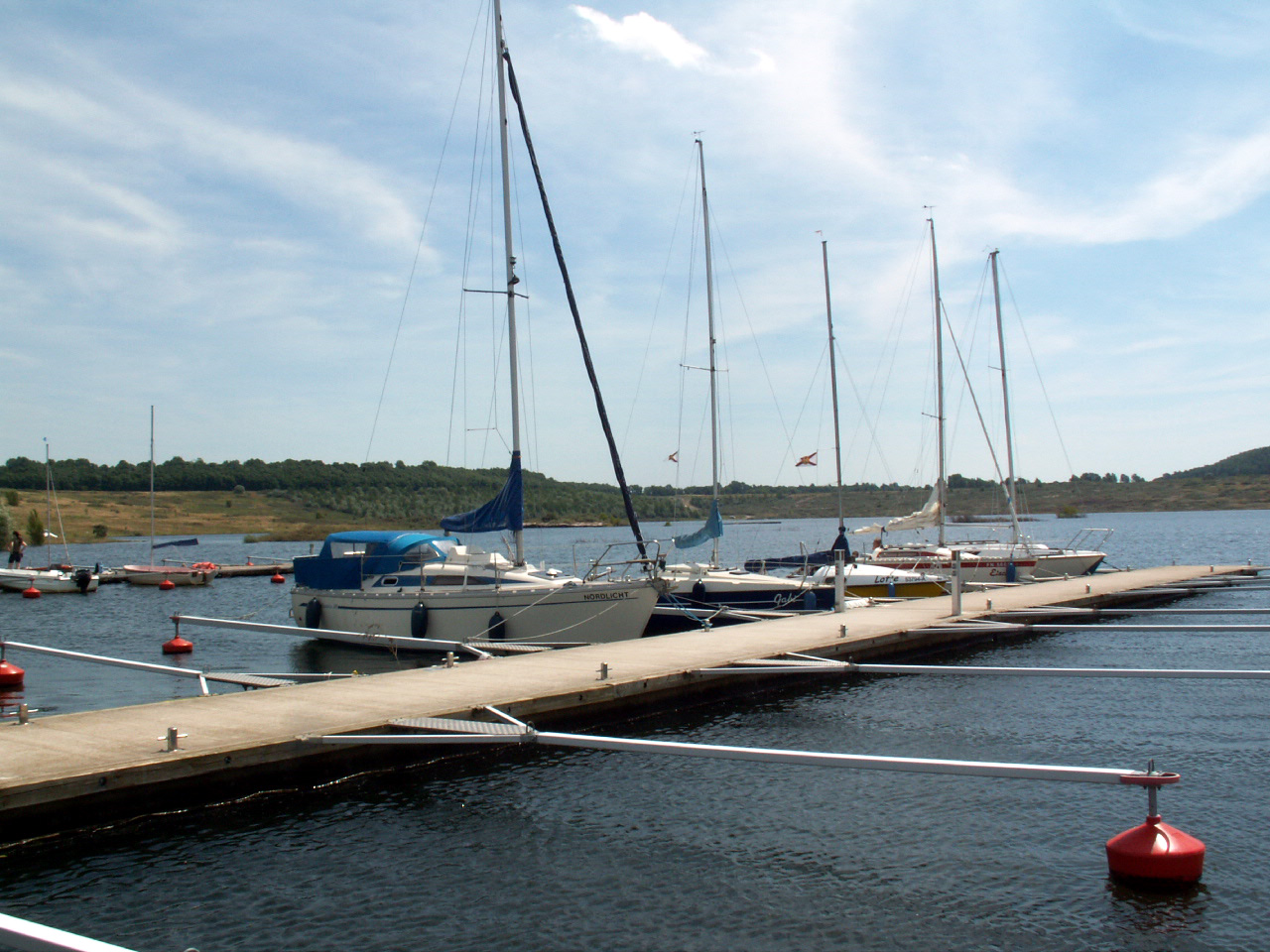
Concordiasee als Badegewässer 2008
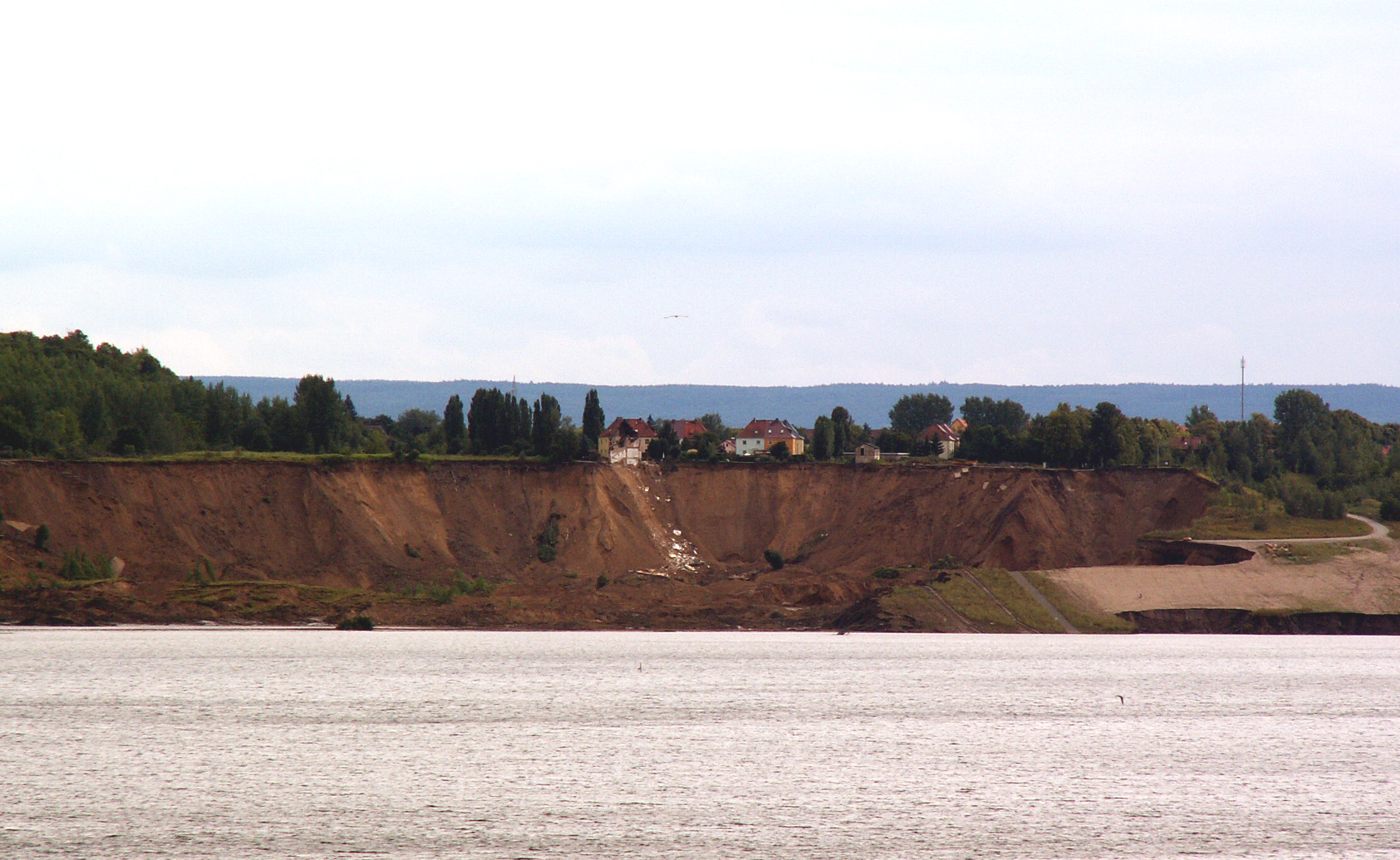
Unglücksort 2009 von Schadeleben aus

### Erdrutsch 2009 und Folgen

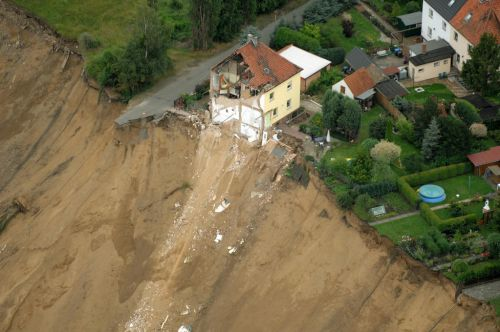
Luftbild von der Unglücksstelle am Concordiasee 18. Juli 2009

Bereits während des Tagebaubetriebs kam es am 16. April 1938 (8 Tote) und am 2. Februar 1959 (1 Toter) zu größeren Erdrutschen mit Todesopfern (in allen Fällen Bergleute), nähere Informationen dazu sind im Artikel zum Tagebau Nachterstedt zu finden. 
Am 18. Juli 2009, 7 Jahre nach der offiziellen Eröffnung des Concordiasees, kam es im Ortsbereich Nachterstedt zum Abbruch eines etwa 350 Meter breiten Landstreifens am Seeufer. Dabei wurden ein zweistöckiges Doppelhaus, ein Teil eines weiteren Doppelhauses sowie ein Straßenabschnitt und eine Aussichtsplattform mitgerissen. Drei Menschen wurden verschüttet und für verschollen erklärt. Detaillierte Informationen zu diesem Erdrutsch, zur Ursachenforschung und zu ergriffenen Maßnahmen finden sich im Artikel zum Concordiasee.
Im Dezember 2012 wurde damit begonnen, das betroffene Gebiet in Nachterstedt zu räumen. Insgesamt wurden 12 Doppelhaushälften und 48 Nebengebäude abgerissen. Der Abriss war 2013 beendet, als der offizielle Abschlussbericht vorgelegt wurde. Im Frühjahr 2014 war auch das Hinterland des Rutschungskessels beräumt und es wurde mit weiteren Vorbereitungen zur Böschungsgestaltung und -verdichtung begonnen.
Bei Sanierungsarbeiten kam es am 28. Juni 2016 erneut zu einer Rutschung. Die Auswirkungen blieben auf den Tagebaubereich beschränkt, trotzdem erfolgte zur Sicherheit eine zeitweilige Sperrung der durch Nachterstedt führenden Bahnstrecke sowie eine zeitweilige Evakuierung von Einwohnern in der Nähe des Grubenrands.
Als langanhaltende Konsequenz des Erdrutsches von 2009 ist der Concordiasee von Nachterstedt aus unzugänglich, eine touristische und wassersportliche Nutzung ist lediglich am gegenüberliegenden Nordufer in Schadeleben möglich.

## Politik

### Gemeinderat
Bei den Gemeinderatswahlen am 7. Juni 2009 ergab sich folgende Sitzverteilung:
| Unabhängige Wählergemeinschaft | 6 Sitze |
| CDU                            | 4 Sitze |
| SPD                            | 2 Sitze |
| Die Linke                      | 2 Sitze |

### Wappen

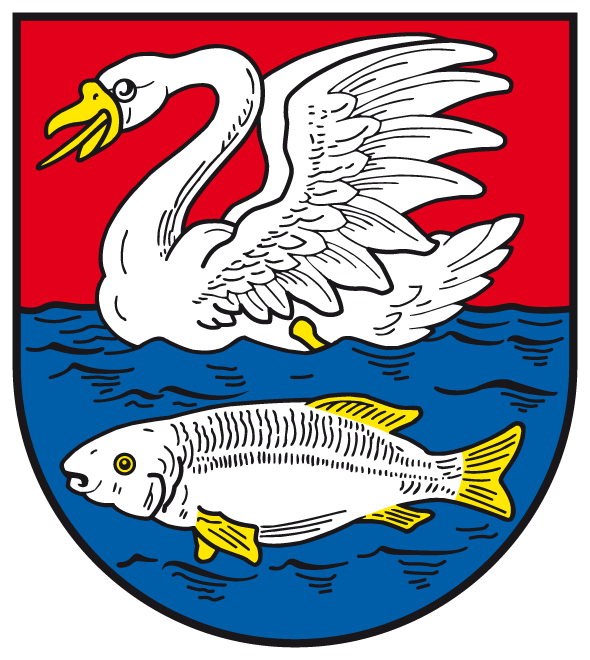
Wappen von Nachterstedt

Das Wappen wurde am 12. Januar 1938 durch den Oberpräsidenten der Provinz Sachsen verliehen.
Blasonierung: In Rot auf blauem Wasser schwimmend ein silberner golden bewehrter Schwan, unter ihm im Wasser ein silberner Fisch mit goldenen Flossen.
Das bisherige Siegel des Ortsteils zeigte ein von Purpur und Grün quadriertes Wappenschild, Feld 1 und 4: leer, Feld 2: ein Schwan, Feld 3: drei Fische übereinander. Aus den hier benutzten Symbolen, die an den ehemaligen Ascherslebener See erinnern, ist das Wappen neu geschaffen worden. Das Wappen wurde von dem Magdeburger Staatsarchivrat Otto Korn gestaltet.

### Ortspartnerschaften
Der Ortsteil Nachterstedt unterhält Partnerschaftsbeziehungen zur Samtgemeinde Boffzen (Niedersachsen).

## Gedenkstätten
- sowjetischer Ehrenhain mit Mahnmal des Bildhauers Rudolf Herbst zur Erinnerung an sowjetische Kriegsgefangene, die Opfer von Zwangsarbeit wurden
- Gedenkstein von 1978 auf dem Stadtfriedhof für Personen, die während des Zweiten Weltkrieges nach Deutschland verschleppt wurden und der Zwangsarbeit zum Opfer fielen

## Wirtschaft
Zwischen Nachterstedt und Gatersleben befindet sich das weltgrößte Aluminium-Recyclingwerk der Firma Novelis, einer Tochter des indischen Konzerns Aditya Birla. Auf dem Gelände befand sich früher der VEB Leichtmetallwerk Nachterstedt.

## Verkehr
Der Bahnhof des Ortsteils Nachterstedt liegt an der Bahnstrecke Halle–Halberstadt.
Nachterstedt ist durch Buslinien der Kreisverkehrsgesellschaft Salzland (Linie 145, 148) mit Aschersleben verbunden.

## Kultur und Sehenswürdigkeiten

### Regelmäßige Veranstaltungen
- Seelandfest Mitte August

### Sehenswürdigkeiten
- Concordiasee
- Kiesberg (Ruhestätte für Kriegsopfer der ehemaligen SU)

## Persönlichkeiten
- Günter Schneidewind (* 1953), Hörfunkmoderator und Autor